# Medul·les
|  | No s'ha de confondre amb Mèduls. |

Els medul·les (en llatí Medulli, en grec antic Μεδούαλλοι) van ser un poble gal alpí esmentat a una inscripció a un arc a Susa (Torí) i al Trofeu dels Alps.
Vivien entre els acitavons i els ucens. Claudi Ptolemeu els situa propers als al·lòbroges. Estrabó els col·loca "després dels voconcis (vocontii), dels siconis (siconii, en realitat els iconis) i els tricoris (tricorii) a la part més alta dels Alps".
Estrabó, a més, afegeix que la part més alta del seu país de una llargada de cent estadis fins al cim, i que d'allí fins a les fronteres d'Itàlia, la baixada en té uns altres cent. Hi ha unes depressions al terreny que contenen un gran llac, i dues fonts, properes una de l'altra. D'una d'elles neix el riu Durance, que baixa cap al Roine i de l'altra el Durias, que va en sentit contrari i fa cap al Po baixant pel país dels salasses. Vitruvi parla dels golls dels medul·les, i diu que segurament s'originaven per l'aigua que tenien per beure
El seu país correspondria a la regió de la Mauriena, entre la Tarentàsia i el Delfinat.